# 馮蘭 (弘治進士)
馮蘭（1461年—？），字子佩，直隸保定府蠡縣人，軍籍，明朝政治人物。

## 生平
順天府鄉試第四十六名舉人。弘治六年（1493年）中式癸丑科會試第四十二名，二甲第二十一名進士。授吏部主事，历员外郎，正德初升吏部文选司郎中，四年正月升为南京通政司右通政，六年八月改任北京通政司右通政、提督誊黄。九年十一月升光禄寺卿，十四年七月升为工部右侍郎，管理易州山厂柴炭。嘉靖元年被令致仕。

## 家族
曾祖馮吉，封監察御史 贈大理寺卿；祖父馮懽，義官；父馮經，監生。母李氏；繼母張氏。重庆下。